# Regno d'Italia (Sacro Romano Impero)
Il Regno d'Italia (noto anche come Regnum Italiae, Regnum Italicum o Regnum Italicorum), chiamato anche Italia imperiale, fu un'entità politica esistita nel Medioevo, che succedette al Regno longobardo.
È difficile stabilire quando sia formalmente nato il Regno d'Italia, poiché dopo la sconfitta definitiva dei Longobardi da parte dei Franchi nel 774, Carlo Magno, e in seguito suo figlio Pipino, continuarono a utilizzare soprattutto il titolo di rex Langobardorum.
In maniera del tutto analoga ai processi in corso nel resto del mondo carolingio, i grandi aristocratici del regno cercarono di affermare il loro diritto a eleggere il sovrano e il titolo di re d'Italia fu fortemente agognato da vari soggetti in lotta tra loro. Tuttavia, in seguito all'abdicazione di Arduino d'Ivrea nel 1014, divenne un fatto essenzialmente scontato che la corona d'Italia spettasse ai re dei Romani/dei Franchi Orientali, i quali rimanevano gli unici candidati al titolo imperiale. Nonostante ciò, di fatto, dopo la pace di Costanza del 1183 le pretese degli imperatori di esercitare in modo permanente e diretto della propria autorità a sud delle Alpi vennero fortemente ridimensionate. Con la sola eccezione del Grande Interregno, per tutto il Basso Medioevo i sovrani di Germania continuarono a essere eletti re d'Italia, a cui seguivano le cerimonie d'incoronazione, quasi sempre svolte a Pavia e più raramente a Milano. L'ultimo imperatore a essere incoronato re d'Italia fu Carlo V d'Asburgo, nel 1530. Dalla pace di Vestfalia in poi, il Sacro Romano Impero venne sempre più identificato con la sua componente a nord delle Alpi, facendo così cessare l'esistenza formale del Regno dal 1648. Napoleone riprese il titolo di Re d'Italia nel 1805.

## Storia

### L'Età Carolingia

#### La caduta del regno longobardo e i primi carolingi
In una campagna condotta tra il 773 e il 774, Carlo Magno conquistò il regno longobardo e deportò il re dei Longobardi Desiderio in Gallia. Papa Adriano I, che aveva sollecitato l'intervento di Carlo in Italia, sperava di relegare i Franchi a nord della linea che correva dalle Bocche della Magra sino al delta del Po, dove la grande aristocrazia longobarda era più radicata e difficile da controllare, riservando al papato l'egemonia politica sulla penisola. Tuttavia, la dimostrazione di forza che Carlo era riuscito a dare fu sufficiente a coagulare attorno a lui il composito panorama politico dell'Italia centrale e settentrionale (formato dalla Langobardia Maior, pressappoco corrispondente alle odierne regioni Piemonte, Liguria, Lombardia, Emilia, Toscana e dal Triveneto, e da parte della Langobardia Minor, ovvero il ducato di Spoleto), permettendogli di mantenere intatti i confini dell'antico dominio longobardo. Così, Carlo allora assunse la corona longobarda prendendo il titolo di Gratia Dei rex Francorum et Langobardorum atque patricius Romanorum ("Per grazia di Dio re dei Franchi e dei Longobardi e patrizio Romano"). Rimanevano fuori dalla giurisdizione franca, pur riconoscendo la supremazia carolingia, i territori della Promissio Carisiaca e il ducato di Benevento, che entrò nella sfera d'influenza dell'Impero d'Oriente assieme al ducato di Venezia, che venne assegnato definitivamente a Costantinopoli dalla pace di Aquisgrana. Inizialmente Carlo mantenne le Leges Langobardorum, ma nel 776, a seguito della rivolta capeggiata dal duca del Friuli Rotgaudo, sostituì con dei funzionari pubblici, i "conti", i duchi longobardi e ridistribuì i patrimoni di questi ultimi tra gli aristocratici franchi.
Secondo le consuetudini tipiche dei Franchi, nel 781 Carlo Magno preparò la propria successione conferendo il titolo regio in zone periferiche, rispettivamente di Aquitania e Italia, ai figli Luigi e Pipino. In particolare, Pipino, terzo figlio di Ildegarda, come rex Langobardorum fu un eccellente continuatore della politica paterna, ad esempio completando la conquista dell'Istria nel 788, rendendosi protagonista dell'avanzata franca a oriente. Per questa ragione, Carlo assegnò a Enrico del Friuli, sottoposto di Pipino, il controllo della Bassa Pannonia, della marca orientale e della marca di Carinzia, comprendente anche la Carniola. 

Alla morte di Pipino, avvenuta nell'810, Carlo conferì la dignità regale sui Longobardi al figlio di Pipino, Bernardo. Nell'814 Carlo Magno morì e il potere fu assunto da Luigi, in seguito noto come Ludovico il Pio, che era già stato associato al trono imperiale nell'813. Inizialmente l'imperatore permise a Bernardo di mantenere il titolo regale, ma nell'aprile dell'817 Ludovico fu ferito dal crollo di una galleria che conduceva alla cappella del palazzo e nel mese di luglio decise di regolare la sua successione attraverso un decreto chiamato Ordinatio Imperii, con cui designò il figlio Lotario co-imperatore. Stabilita la divisione territoriale tra i suoi figli, regolando il rapporto politico tra Lotario e i suoi fratelli, Ludovico dovette fare i conti con Bernardo, che, preoccupato per la propria situazione, scatenò una rivolta contro l'imperatore. Bernardo fu sconfitto, imprigionato e accecato, morendo nell'818.
È in questo periodo che le fonti cominciarono a menzionare i termini Regnum Italiae, Regnum Italicum o Regnum Italicorum, che inizialmente affiancarono e poi sostituirono definitivamente la dicitura di Regnum Langobardorum.

#### IlRegnum Italiaenell'Impero carolingio
I territori italiani furono allora assegnati a Lotario I, secondo la sua dignità imperiale, che visse in Italia per i dieci anni successivi. Nel giorno di Pasqua dell'823 Lotario fu di nuovo incoronato imperatore a Roma e nell'824 impose al papa Eugenio II la Constitutio romana, che ribadiva la sovranità franca su Roma. Nell'828 l'imperatore depose Balderico del Friuli, influente aristocratico, e lo sostituì con il marchese Unruoch II. Su ordine del padre, dall'agosto 829 Lotario dovette risiedere permanentemente in Italia, in modo da contribuire a rafforzare la presenza carolingia nel regno, ma Lotario, nonostante il suo campo d'azione si limitasse alla sola Italia, era più interessato agli affari a nord delle Alpi, dove si concentravano i centri di potere dell'Impero.
Nell'829, Ludovico il Pio decise di rivedere l'Ordinatio Imperii assegnando al figlio minore Carlo l'Alemannia, cuore del dominio franco, come territorio da governare. Questo atto scatenò tra l'imperatore e i propri figli maggiori un conflitto in merito alla successione, che si concluse nell'833 con l'abdicazione e la pubblica penitenza di Ludovico il Pio. Tuttavia, già l'anno successivo, a seguito della rottura dell'alleanza tra i fratelli, la situazione si ribaltò e Ludovico il Pio venne reintegrato sul trono imperiale, che tenne saldo sino alla sua morte nell'840. Dopo la sua morte, il conflitto per la successione tra i figli di Ludovico il Pio riesplose e Lotario, in qualità di imperatore, intervenne a difesa dell'unità dell'Impero, ma venne sconfitto dai fratelli nella battaglia di Fontenoy. La guerra civile terminò nell'843 con il trattato di Verdun, in cui i tre fratelli sopravvissuti decisero di spartirsi i territori dell'Impero:
- Ludovico il Germanico, ottenne il regno dei Franchi Orientali, comprendente l'Alamannia, la Baviera e la Sassonia, successivamente detto anche Regnum Teutonicorum.
- Carlo il Calvo, ricevette il regno dei Franchi Occidentali, formato dalla Neustria e dall'Aquitania, in seguito detto semplicemente Regnum Francorum, dove dovette affrontare la concorrenza del nipote Pipino re d'Aquitania.
- Lotario I, regnò sulla cosiddetta Francia Media, composta dalla Lotaringia, dalla Provenza e dal Regnum Italicum, con le capitali imperiali di Aquisgrana e Pavia.

La vera novità di questo trattato non fu la spartizione in sé, che rientrava perfettamente nelle consuetudini dei re franchi, bensì il fatto che ciascuno dei fratelli era considerato nei propri territori sovrano alla pari con gli altri, mentre a Lotario restava solo una molto vaga supremazia simbolica, legata esclusivamente al suo titolo imperiale. 

A Verdun vennero assegnata al regno d'Italia la Val d'Adige sino a Merano, mentre le altre valli, che rimasero spesso oggetto di contesa per il controllo dei passi alpini, andarono al regno dei Franchi Orientali. Dopo il trattato di Verdun il controllo del regno d'Italia divenne un fattore indispensabile per l'ottenimento della corona imperiale, che tra le sue prerogative principali prevedeva la difesa del papato e, di conseguenza, della città di Roma. L'accordo raggiunto non mise completamente fine ai conflitti tra i fratelli, infatti, nell'846 la marca del Friuli passò nelle mani di Eberardo, che strappò la Carinzia e la Carniola al regno dei Franchi Orientali, causando attriti tra Lotario e suo fratello Ludovico.
Come suo padre e suo nonno, anche Lotario preparò la propria successione e nell'844 nominò re d'Italia suo figlio Ludovico II, il quale fu incoronato imperatore nell'850. Poco prima della sua morte i restanti territori furono suddivisi con il trattato di Prüm, che assegnò la Lotaringia a Lotario e la Provenza a Carlo. Nell'863 Carlo morì senza eredi e Ludovico II gli successe come re di Provenza, a patto di cessioni minori al fratello Lotario. Quando anche Lotario morì senza figli legittimi, Ludovico il Germanico e Carlo il Calvo si spartirono la Lotaringia con il trattato di Meerssen. Ludovico II, nonostante l'appoggio papale, non riuscì a far valere i propri diritti alla successione poiché, al contrario degli zii, godeva di scarso sostegno tra le aristocrazie transalpine.

#### IlRegnum Italiaee le seconde invasioni
Come gli altri domini dell'Impero carolingio, anche il regno d'Italia fu investito da quel fenomeno noto alla storiografia come le "seconde invasioni". Queste ultime furono una serie di movimenti di popolazioni (tra queste vengono ricordati prevalentemente normanni, saraceni e ungari) provenienti dall'esterno del mondo carolingio, che condussero una lunga serie d'incursioni volte al saccheggio, per poi produrre forme di stanziamento più o meno stabile. Questo fenomeno cominciò già all'inizio del IX secolo, ma i suoi effetti destabilizzanti andarono esacerbandosi nel corso del tempo, per terminare soltanto nel X secolo. 

Le difficoltà dell'Impero carolingio nel resistere a queste incursioni furono varie e di natura essenzialmente strutturale: la mancanza di un sistema finanziario efficiente, di una marina e di un esercito permanente, nonché la sostanziale assenza di un sistema di fortificazioni difensive sul territorio. Inoltre, i continui conflitti civili e dinastici che si erano succeduti tra il IX secolo e il X secolo avevano favorito l'impiego di questi gruppi armati come mercenari contro i nemici interni.
In particolare, nel corso del IX secolo il regno d'Italia venne colpito dalle scorrerie dei saraceni, che, oltre a condurre incursioni sulla costa, stabilirono diverse basi a terra. In questo contesto, i saraceni iniziarono la conquista della Sicilia nell'830, e da lì raggiunsero l'Italia meridionale, dove inizialmente intervennero come mercenari, sostenendo nelle loro lotte i diversi potentati locali, sia longobardi, ovvero i principati di Benevento, Capua e Salerno, che romei, soprattutto i ducati di Napoli e Amalfi. I saraceni, in collusione con i pirati narentani, imperversarono anche nell'Adriatico, dove furono combattuti dal ducato di Venezia, che dal 932 aveva formato una lega con la città di Capodistria, alla quale si aggiunsero l'anno successivo tutte le altre città costiere dell'Istria. Per quanto riguarda il versante tirrenico, a Minturno, sul fiume Liri, stabilirono una base che abbandonarono soltanto nel 916, quando una coalizione organizzata da papa Giovanni X li sconfisse nella battaglia di Garigliano. Negli anni '40 del IX secolo, i saraceni fecero diverse incursioni anche in Provenza, dove, intorno all'890, stabilirono una base permanente a Frassineto, dalla quale riuscirono a controllare l'accesso alle Alpi per quasi un secolo, annullando, di fatto, i collegamenti tra il regno dei Franchi Occidentali e il regno d'Italia. Nel 941 un esercito terrestre del regno d'Italia, con la collaborazione di una flotta mandata da Romano I Lecapeno, cercò di prendere Frassineto, ma i saraceni, nonostante la sconfitta, riuscirono a resistere. Pochi anni dopo, gli stessi saraceni di Frassineto vennero impiegati come mercenari nelle lotte intestine al regno d'Italia. Nel 972 l'abate Maiolo di Cluny organizzò una coalizione di nobili locali contro i saraceni di Frassineto, che vennero espulsi a seguito della battaglia di Tourtour del 973.
Nella seconda metà del IX secolo, invece, giunsero nel Mediterraneo anche i dreki normanni. Nell'860, secondo quanto raccontano gli Annales Bertiniani, le coste tirreniche del regno d'Italia vennero saccheggiate dai normanni guidati dai condottieri Hastein e Björn Ragnarsson, che raggiunsero Luni, Pisa e Fiesole. Quest'ultima incursione è citata nella Vita Donati, un'opera agiografica dell'XI secolo riguardo alla vita del vescovo di Fiesole Donato.
Successivamente, l'Italia settentrionale venne coinvolta anche dalle incursioni degli ungari, che penetrarono ripetutamente nella pianura Padana. Essi non solo operarono saccheggi, colpendo diversi importarti centri urbani, ma vennero anche utilizzati come mercenari negli scontri interni al regno d'Italia. Nell'899, dopo aver vinto la battaglia della Brenta, gli ungari riuscirono a penetrare in profondità nel territorio italico, colpendo diverse città, quali Treviso, Vicenza, Bergamo e Vercelli, spingendosi fino al Gran San Bernardo, per poi tornare verso est attraverso la via Emilia, razziando Modena, Reggio e predando Bologna, mentre Nonantola venne incendiata. Infine, gli Ungari cercarono di prendere Rialto, ma vennero annientati dalla flotta veneta ad Albiola, poi ribattezzata “San Pietro della Volta”. Nel 924 una numerosa banda di ungari, comandata da Salardo, mise Pavia sotto assedio. Non riuscendo a prenderla, il 12 marzo gli assedianti fecero piovere in città dardi infuocati, scatenando un furioso incendio, che fece molte vittime, compresi i vescovi di Pavia e di Vercelli. Gli ungari accettarono di togliere l'assedio solo dietro il pagamento di otto moggi d'argento. Negli anni sovrani italici, facendo molta fatica a contenere le loro scorrerie, optarono per dirottare gli ungari verso la penisola iberica. Le incursioni, come nel resto del mondo carolingio, cessarono soltanto dopo la battaglia di Lechfeld del 955.

#### IlRegnum Italiaesotto gli ultimi carolingi
Il territorio del regno d'Italia che più di tutti fu coinvolto negli scontri con i saraceni fu il ducato di Spoleto, governato per volontà di Lotario I da Guido I dall'842. Al duca di Spoleto erano demandate le relazioni con il resto della Langobardia Minor e la difesa della città di Roma. Infatti, il 23 agosto 846 le truppe del ducato si resero protagoniste della vittoria su una flotta saracena, che dopo essere stata respinta da Napoli, era riuscita a risalire il corso del Tevere e a saccheggiare l'esterno delle mura di Roma. L'interventismo spoletino servì principalmente a rafforzare il potere personale del Duca a spese dell'autorità regia, inoltre, alterò gli equilibri interni ai territori longobardi posti a sud di esso, favorendo delle dispute che condussero al frazionamento del principato di Benevento nell'849. Il ducato di Spoleto ne ottenne vantaggi territoriali, ma in compenso rese i principi longobardi, sempre più dipendenti dal supporto spoletino, abbastanza deboli da permettere la penetrazione saracena nel sud della Penisola.
L'imperatore Ludovico II decise di imporre il proprio potere sull'Italia meridionale, rivendicando il suo ruolo di sovrano universale e protettore della Chiesa di Roma. Al fine di realizzare questo programma, Ludovico II intervenne in maniera decisa nel riaffermare l'autorità regia, rifiutandosi di accettare Lamberto I, figlio di Guido I, come successore del padre, che era morto attorno all'860. Lamberto rispose scatenando una ribellione, ma fu costretto a fuggire a Benevento prima di rientrare nei ranghi imperiali nell'866. Nel maggio dell'866 Ludovico II iniziò la sua campagna nell'Italia meridionale contro i musulmani. Per affrontare al meglio la spedizione, Ludovico II necessitava di una flotta e chiese aiuto all'imperatore Basilio I, offrendo in cambio un matrimonio tra sua figlia Ermengarda e il figlio di Basilio. Tuttavia, il matrimonio non venne mai celebrato e la flotta di Costantinopoli si ritirò senza intervenire, anche perché Basilio I cominciò a vedere Ludovico II come una minaccia. Nonostante notevoli successi, quali le conquiste di Matera, di Venosa, di Canosa e di Oria, ma soprattutto la presa di Bari nell'871, la campagna condotta da Ludovico II non fu decisiva e gran parte della Puglia e della Calabria rimasero nelle mani dei saraceni. Dopo aver posto la sua residenza a Benevento, nell'agosto 871 il duca di Benevento Adelchi lo attaccò nel suo stesso palazzo e riuscì a imprigionarlo per alcuni mesi. Ludovico II venne liberato solo dopo aver giurato di non vendicarsi. Credutolo morto in prigionia, Carlo il Calvo e Ludovico il Germanico cercarono di impadronirsi del regno d'Italia, ma dovettero ritirarsi non appena scoprirono che Ludovico II era ancora vivo. Nell'873 Ludovico II respinse nuovamente i saraceni a Capua, poi si ritirò a nord prima di morire il 12 agosto 875. Con la scompara di Ludovico II l'influenza carolingia nell'Italia meridionale cessò e l'iniziativa contro i saraceni venne ripresa dall'Impero d'Oriente, che estese nuovamente la propria influenza sui potentati della Langobardia Minor.
Essendo morto senza eredi maschi, a Ludovico II successe lo zio Carlo il Calvo, che venne incoronato da papa Giovanni VIII il 25 dicembre 875. La mossa di Carlo il Calvo scatenò un conflitto con suo fratello Ludovico il Germanico, che si concluse soltanto con la morte di quest'ultimo il 28 agosto 876. Carlo il Calvo morì già il 6 ottobre 877 e suo figlio Luigi II venne riconosciuto come sovrano soltanto dalle aristocrazie dei regni dei Franchi Occidentali e di Provenza, fatto che rappresentò la definitiva estromissione dei discendenti di Carlo il Calvo dalla successione al regno d'Italia e, di conseguenza, al titolo imperiale. Pertanto, a Carlo il Calvo successe come re d'Italia Carlomanno di Baviera, figlio di Ludovico il Germanico, che aveva occupato la capitale Pavia dopo aver invaso la penisola alla testa di un imponente esercito. A causa di una malattia che lo aveva impossibilitato a regnare, nell'879 Carlomanno assegnò la reggenza del regno d'Italia a suo fratello Carlo il Grosso, il quale divenne sovrano ufficialmente il 12 aprile 880, il giorno in cui morì suo fratello. Morto senza eredi anche il fratello Ludovico, Carlo il Grosso divenne re dei Franchi Orientali nell'882, mentre nell'884, in virtù della minore età del cugino Carlo, venne eletto dall'aristocrazia locale sovrano dei Franchi Occidentali. Così, dopo una serie di accidenti dinastici, l'Impero carolingio si ritrovò governato da un unico sovrano, ma questa nuova situazione non favoriva di certo gli interessi delle aristocrazie, le quali, istigate dalla ribellione di Arnolfo di Carinzia, nel novembre 887 deposero Carlo il Grosso, in quel momento impedito da una grave malattia, accusandolo di non essere stato in grado di difendere l'Impero dalle incursioni normanne.

### Il periodo post-carolingio
Dopo la deposizione di Carlo il Grosso nell'887, come nel resto del mondo carolingio, anche nel regno d'Italia la grande aristocrazia cercò di affermare il proprio diritto a eleggere il monarca. Ciò costrinse i sovrani che si avvicendarono sul trono a legittimare il proprio diritto a regnare rinegoziando i propri rapporti con i grandi aristocratici, allo scopo di garantirsi il loro supporto politico-militare, più spesso di quando fosse avvenuto in età carolingia, quando il sostegno aristocratico era garantito dall'appartenenza alla stirpe di Carlo Magno. Avendo goduto di una così cattiva fama, questo periodo è noto alla storiografia tradizionale con l'espressione “anarchia feudale”, che lo descrive semplicisticamente come una fase di disgregazione del potere centrale.

#### Berengario I e Guido di Spoleto

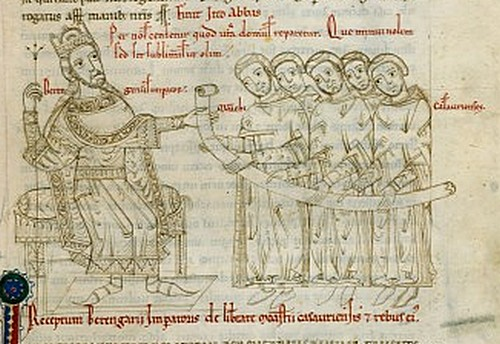
Berengario I del Friuli e la sua corte.

Nell'888 venne incoronato nella basilica di San Michele a Pavia Berengario del Friuli, figlio del marchese Eberardo e di Gisella, figlia di Ludovico il Pio. Berengario pose la sua capitale a Verona e cercò di fondare la propria legittimità a regnare sul fatto di essere un discendente della dinastia carolingia, anche se in linea materna, ma l'incoronazione fu subito contestata dal marchese d'Ivrea, dal marchese di Tuscia e dal duca di Spoleto. Allo scopo di rafforzare la sua posizione, il 7 maggio 888 Berengario firmò un patto con cui si assicurava la neutralità del ducato di Venezia. Guido II, figlio di Guido I e di Itana, figlia del duca di Salerno Sicone, dopo aver tentato invano di cingere, su invito del vescovo di Reims Folco, la corona dei Franchi Occidentali si presentò in Italia rivendicando per sé il trono, scontrandosi apertamente con Berengario. Il primo confronto tra Guido e Berengario avvenne presso Brescia nell'ottobre 888 ed ebbe esito incerto, così venne fissata una tregua fino all'Epifania dell'anno successivo, ma già nel gennaio 889, presso il fiume Trebbia, Guido sconfisse in battaglia Berengario, che si ritirò a Verona. Il 16 febbraio Guido venne incoronato re d'Italia a Pavia, poi concesse il ducato di Spoleto a suo nipote Guido IV. Il 21 febbraio 891 papa Stefano V incoronò imperatore Guido, che appose sul suo sigillo la formula Renovatio regni Francorum. Davanti ai vescovi che lo avevano appoggiato, Guido si era impegnato a garantire il libero esercizio delle loro funzioni, a confermare i possessi ecclesiastici senza gravare di nuove imposte i vescovadi e le abbazie e a riconoscere l'autorità della Chiesa di Roma. Così, subito dopo la sua incoronazione a imperatore, concesse privilegi e mise in atto una serie di donazioni nei confronti della Chiesa di Roma. Inoltre, si assunse l'onere di proteggere le libertà e i beni dei sudditi dai soprusi della grande aristocrazia e delle truppe franche che lo avevano seguito in Italia. A tal proposito, il 1º maggio emanò a Pavia un capitolare che, fra le altre cose, conteneva provvedimenti sia per la tutela dell'ordine pubblico che per la repressione dei troppi mercenari franchi che erano entrati in Italia. Con un praeceptum firmato il 20 giugno Guido si assicurò il mantenimento della neutralità del ducato di Venezia. Il 14 settembre morì papa Stefano V e cinque giorni dopo venne eletto papa Formoso, noto oppositore di Guido. L'imperatore, conoscendo l'ostilità che il nuovo pontefice nutriva nei suoi riguardi, si recò a Roma per rendergli omaggio come gesto di distensione. In virtù del miglioramento delle relazioni tra Guido e Formoso, il 30 aprile 892, giorno di Pasqua, a Ravenna il papa incoronò imperatore Lamberto, figlio di Guido e Ageltrude, figlia del duca di Benevento Adelchi.

#### La discesa di Arnolfo di Carinzia in Italia
Tuttavia, nell'autunno dell'893, a seguito del peggioramento dei rapporti con Guido, papa Formoso inviò una missiva a Ratisbona con la quale chiedeva al re dei Franchi Orientali Arnolfo di Carinzia d'intervenire in Italia contro l'imperatore, definito come Widone tyranno. Arnolfo accettò la proposta, ottenendo l'appoggio e la sottomissione di Berengario, il quale gli donò due curtis in Val d'Adige, e inviò suo figlio Sventibaldo ad assediare Pavia, che resistette tre mesi, finché gli assedianti non decisero di ritirarsi. Nel gennaio 894 Arnolfo valicò le Alpi attraverso il Brennero e Guido fu costretto a fuggire nel ducato di Spoleto, a partire dal quale riuscì a estendere la sua influenza verso sud, espellendo da Benevento i romani d'Oriente. Davanti all'avanzata di Arnolfo, Brescia si arrese immediatamente, Bergamo cadde il 2 febbraio, a seguito di un lungo assedio e del successivo saccheggio, mentre Milano e Pavia gli spalancarono le porte. Assunto il controllo dell'Italia settentrionale, Arnolfo istituì a occidente dell'Adda il ducato di Lombardia e lo affidò al conte di Lodi Manfredo VII. Temendo la supremazia che Arnolfo aveva raggiunto in Italia, alcuni grandi aristocratici, guidati dal margravio di Tuscia Adalberto II, diventarono suoi oppositori e si schierarono dalla parte di Guido. Arnolfo, che si trovava a Piacenza, consapevole delle cattive condizioni in cui versava il suo esercito, ripiegò verso Pavia, dove venne incoronato re d'Italia e nominò Berengario come suo vicario. Poi si diresse verso la Germania, ma prima di attraversare il passo del Gran San Bernardo venne attaccato presso Ivrea dalle truppe del duca di Borgogna Riccardo il Giustiziere, alleato del marchese Anscario I. Allontanatosi Arnolfo, Guido riuscì a riguadagnare posizioni, ricacciando Berengario a Verona, mentre il figlio Lamberto occupò Milano nel maggio dell'894. Tuttavia, verso la fine dell'autunno 894 Guido morì di emorragia sul Taro, tra Parma e Piacenza, pertanto, Lamberto e Berengario decisero di spartirsi il regno d'Italia: a Berengario sarebbe andata la parte di pianura Padana compresa tra l'Adda e il Po, mentre Lamberto avrebbe governato il resto del regno. Nell'895, grazie all'intercessione di Folco di Reims, papa Formoso si riconciliò con Lamberto, ma già in settembre i rapporti tra l'imperatore e il pontefice peggiorarono nuovamente e quest'ultimo richiamò un'altra volta Arnolfo di Carinzia in Italia. Arnolfo giunse a Pavia ai primi di dicembre e, deluso dalla sua condotta, tolse la marca del Friuli a Berengario e assegnò i suoi domini a est dell'Adda a Vilfredo di Verona. Così, Berengario abbandonò la propria alleanza con Arnolfo per schierarsi dalla parte di Lamberto, il quale verso la fine dell'anno si recò a Remiremont, in Lotaringia, in cerca di supporto tra le aristocrazie transalpine. Arnolfo colse l'occasione e si spinse sino a Lucca, capitale del Margraviato di Tuscia, dove trascorse il Natale. Nell'896 Arnolfo occupò Roma, dove erano ancora forti i sostenitori del partito spoletino guidato da Ageltrude, e il 22 febbraio venne incoronato imperatore da papa Formoso. In marzo preparò una campagna per reprimere le forze fedeli agli spoletini nel centro Italia, ma un'improvvisa emiparesi lo costrinse a desistere. Dopo aver nominato vicario suo figlio Ratoldo si ritirò in Germania, dove morì nell'899.
La morte di papa Formoso, avvenuta il 4 aprile 896, segnò l'inizio di una fase estremamente convulsa del papato, che vide avvicendarsi un gran numero di pontefici in pochi anni. Il successore di Formoso, papa Bonifacio VI, venne eletto alla presenza di Faroldo, rappresentante di Arnolfo, e il suo pontificato si concluse dopo appena quindici giorni. Al suo posto venne eletto papa Stefano VI, che venne strangolato nel luglio 897, mentre era prigioniero a causa di una rivolta che lo aveva rovesciato, e gli successero, a breve distanza l'uno dall'altro, papa Romano e papa Teodoro II. Nel gennaio 898, dopo aver vinto la concorrenza del candidato del partito spoletino, il futuro Sergio III, avvenne l'elezione di papa Giovanni IX, il quale aveva mantenuto in precedenza una posizione politica neutrale. Anche papa Giovanni IX concluse presto il proprio pontificato, infatti, spirò il 26 marzo 900 e gli successe papa Benedetto IV. Benedetto IV morì nel luglio del 903 e al suo posto divenne pontefice Leone V, che nel mese di settembre venne spodestato dall'antipapa Cristoforo, anche lui deposto entro il gennaio del 904, quando venne eletto papa Sergio III, che per sette anni era rimasto sotto la protezione del margravio di Tuscia Adalberto II.

#### Lamberto di Spoleto e Ludovico di Provenza
A Pavia Lamberto e Berengario si prodigarono per cacciare Ratoldo e ristabilire lo status quo precedente alla discesa di Arnolfo in Italia e Lamberto assegnò al conte palatino Amedeo il governo ducato di Lombardia. Dopo il ritiro di Arnolfo dall'Italia, il prestigio di Lamberto non fece che crescere e nel febbraio dell'897 ottenne che, alla presenza sua e di sua madre, venisse celebrato il "Sinodo del cadavere" ai danni del defunto papa Formoso. Quest'ultimo venne riabilitato soltanto nell'898, durante un sinodo speciale voluto da papa Giovanni IX. Lo stesso Giovanni IX, in un sinodo tenuto a Ravenna nel maggio dello stesso anno, riconfermò l'incoronazione imperiale di Lamberto, annullando quella di Arnolfo. Lamberto ricambiò il Pontefice garantendo i possessi e i privilegi della Chiesa di Roma, affermando la sovranità del papa sulla città Roma, ordinando, però, che a nessun romano, laico ed ecclesiastico, fosse vietato di ricorrere all'imperatore per far valere i propri diritti. Temendo la supremazia di Lamberto, nell'897 i margravi di Tuscia, d'Ivrea e il conte di Piacenza chiesero a Ludovico di Provenza d'intervenire in Italia. Nel luglio dell'898, mentre si trovava a Marengo, Lamberto venne avvertito del fatto che Adalberto II di Tuscia stava marciando verso Pavia alla testa di un grande esercito. Lamberto agì prontamente, cogliendo di sorpresa e sconfiggendo presso Borgo San Donnino Adalberto, che venne spogliato dei propri beni e condotto prigioniero a Pavia. Un incidente di caccia avvenuto nei boschi vicino a Marengo pose fine al regno di Lamberto, che morì il 15 ottobre 898. Con la morte di Lamberto, Berengario divenne l'unico sovrano del regno d'Italia, ottenendo il riconoscimento e l'omaggio sia da parte di Adalberto II di Tuscia, che venne liberato e reintegrato dei propri beni, sia da parte di molti sostenitori di Lamberto, tra cui la stessa Ageltrude, la quale ottenne in cambio la conferma delle donazioni ricevute dal marito e dal figlio. Nell'899 gli ungari calarono in Italia, ma vennero ripetutamente battuti da Berengario. Tuttavia, nella battaglia di Cartigliano sul Brenta del 24 settembre 899 venne sbaragliato l'esercito di Berengario, che l'anno successivo fu costretto a ritirarsi a Verona. A seguito della vittoria, gli ungari imperversarono nella pianura Padana fino a che non vennero annientati dalla flotta veneta ad Albiola.
Davanti ai suoi recenti insuccessi militari, i grandi aristocratici abbandonarono Berengario e nell'899 invitarono nuovamente Ludovico di Provenza in Italia, il quale venne incoronato re d'Italia nella basilica di San Michele a Pavia nell'ottobre dell'anno 900. Tra il 15 e il 22 febbraio 901, Ludovico venne incoronato imperatore a Roma dal neoeletto papa Benedetto IV. Alla fine di maggio del 902 Adalberto II di Tuscia cambiò schieramento, alleandosi nuovamente con Berengario, il quale all'inizio di luglio riuscì a riconquistare il controllo del regno prendendo in ostaggio lo stesso Ludovico, che ebbe salva la vita solo dopo aver accettato l'esilio in Provenza. Nel 905 Ludovico rientrò in Italia richiamato da Adalberto II di Tuscia, che si era ancora una volta ribellato a Berengario, il quale fu temporaneamente costretto a riparare in Baviera. Alla fine di luglio, mentre si occupava dell'allestimento di alcune opere di difesa a Verona, Ludovico fu catturato da Berengario. Accusatolo di spergiuro, Berengario fece condannare Ludovico all'accecamento, per poi esiliarlo nuovamente in Provenza, dove morì nel 927.

#### Berengario I e Rodolfo di Borgogna

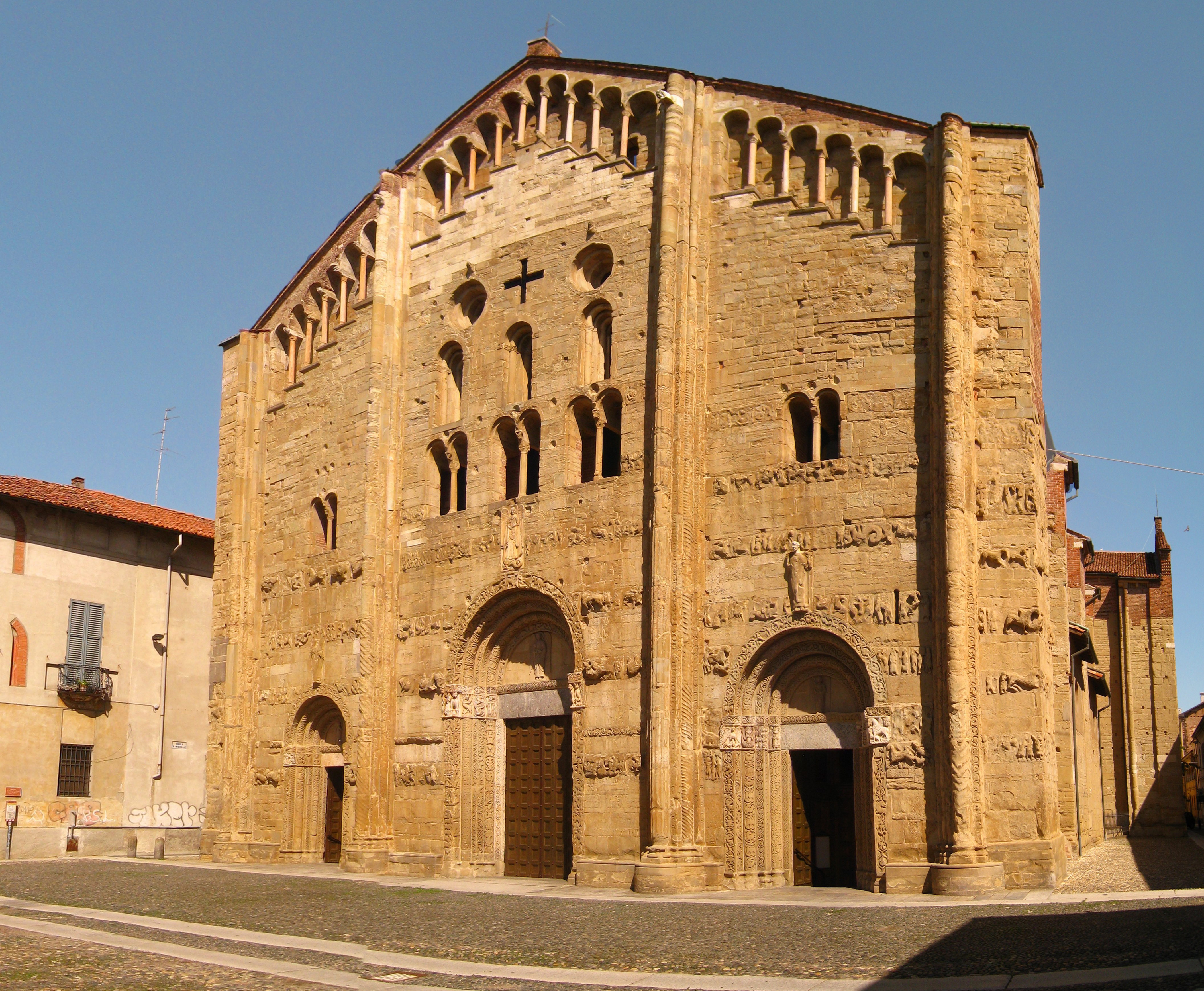
La Basilica di San Michele Maggiore, a Pavia, dove generalmente avvenivano le incoronazioni reali.

Berengario cercò di rafforzare la sua posizione rilasciando in favore di monasteri e chiese episcopali concessioni e privilegi. Tra questi si ricordano un diploma del settembre del 903 in favore dell'abbazia di Bobbio, la donazione del monte Crovara alla chiesa di Reggio Emilia del 4 gennaio 904 e un atto del 23 giugno dello stesso anno con il quale Berengario confermava alla chiesa di Bergamo le donazioni fatte, concedendole l'immunità e permettendo al vescovo di riparare le mura della città distrutte da Arnolfo. Nel 914 Bertila, figlia del conte di Parma Suppone II e moglie di Berengario, morì avvelenata. Nel 915 venne imprigionata a Mantova, insieme ai figli che aveva avuto con Adalberto II di Tuscia, Berta di Lotaringia, figlia illegittima del re di Lotaringia Lotario II, poiché quest'ultima era a capo del partito ostile a Berengario. Tuttavia, entro la fine dell'anno riuscì a guadagnare sia la madre che i figli alla propria causa e li rimise tutti in libertà. Nell'agosto del 915 Berengario si recò a Camerino per unirsi alla coalizione voluta da papa Giovanni X, che comprendeva anche Alberico I di Spoleto e diversi principi della Langobardia minor, per scacciare i saraceni da Farfa e dal Garigliano. A seguito del successo ottenuto, ai primi di dicembre del 915 Giovanni X incoronò imperatore Berengario a Roma. Mentre rientrava da Roma, il 2 gennaio 916 Berengario fece sosta nel Mugello, forse per far visita al suo alleato Guido di Tuscia. In questi anni, Berengario si ritrovò nuovamente a fronteggiare alcuni gruppi di ungari, ma riuscì a tenerli sotto controllo assumendoli al proprio servizio come mercenari.
Nel 921 si ribellò a Berengario il conte palatino Olderico, che venne arrestato e messo sotto la custodia dell'arcivescovo di Milano Lamberto. Quest'ultimo decise di unirsi ai rivoltosi e, insieme al marchese d'Ivrea Adalberto I e al conte di Como Gilberto Samson, chiese al re di Borgogna Rodolfo II d'intervenire in Italia. Berengario sconfisse i suoi oppositori utilizzando le sue truppe mercenarie ungare, che riuscirono a catturare i leader ribelli. Olderico venne giustiziato, mentre Adalberto I d'Ivrea riuscì a fuggire in Borgogna, seguito da Gilberto di Como, che era stato graziato da Berengario. Nel 922 Rodolfo entrò in Italia, accompagnato dai suoi alleati tra le file dell'aristocrazia italica, mentre Berengario si ritirò a Verona. Senza incontrare resistenza, Rodolfo riuscì a occupare Pavia, dove a febbraio del 922 venne incoronato nella basilica di San Michele re d'Italia. Nel luglio del 923 Rodolfo, con l'aiuto del cognato, il duca di Spoleto Bonifacio I, sconfisse Berengario a Fiorenzuola, estendendo la sua influenza verso l'Italia centrorientale. Ritenendo ormai salda la sua posizione, nel dicembre del 923 Rodolfo si ritirò in Borgogna. L'assenza di Rodolfo spinse Berengario a riappropriarsi del controllo del regno, ma il 7 aprile 925 Berengario venne assassinato a Verona per mano di un aristocratico, il quale era parte della fazione filo-borgognona guidata dallo sculdascio Flamberto. Rodolfo, rimasto l'unico sovrano del regno d'Italia, inaugurò una politica di conciliazione con l'aristocrazia italica, nel tentativo di consolidare il proprio dominio.

#### Ugo di Provenza e Berengario II
Nel 926 Ugo di Provenza, figlio del conte Tebaldo di Arles e di Berta di Lotaringia, morta l'anno prima, sbarcò in Toscana con un contingente militare, su invito dei fratellastri Guido e Lamberto di Tuscia, del loro cognato Adalberto I d'Ivrea, nonché dell'arcivescovo di Milano Lamberto. Ugo aveva già cercato di penetrare in Italia nel 907 e nel 924 con delle milizie provenzali, ma era stato sempre sconfitto da Berengario, mentre nel 923 aveva accompagnato Rodolfo di Borgogna in una spedizione per respingere gli invasori ungari. Rodolfo, accompagnato dal suocero Burcardo II di Svevia, si affrettò a scendere in Italia attraverso il Gran San Bernardo. Il duca di Svevia si recò con il proprio contingente a Milano, dove venne trattenuto dall'arcivescovo Lamberto. Quando si mosse nuovamente verso ovest, Burcardo venne intercettato dalle truppe di Ugo presso Novara. Nella battaglia, che si svolse tra il 28 e il 29 aprile 926, l'esercito borgognone venne annientato e Burcardo II morì nello scontro. Rodolfo, sconcertato, decise di abbandonare la campagna e rientrare in Borgogna.
Il 6 luglio 926 Ugo venne incoronato re d'Italia dall'arcivescovo di Milano Lamberto a Pavia. Ugo, per creare una solida base su cui cementare il proprio dominio, attuò una sistematica sostituzione in seno alle più alte cariche, collocando nei posti chiave persone fidate appartenenti al proprio entourage. Inoltre, il re d'Italia si interessò dell'Abbazia di Farfa, che era stata incendiata e saccheggiata, agevolando il reinserimento dei monaci nell'abbazia e cercando, inutilmente di far ripristinare la regola originaria del monastero.
Nel tentativo di emanciparsi dall'aristocrazia romana, papa Giovanni X si accordò con Ugo a Mantova, promettendogli di incoronarlo imperatore. Guido di Tuscia e sua moglie Marozia, progettando di ottenere il controllo dell'Italia centrale, congiurarono contro papa Giovanni X. La coppia di aristocratici fece sbarrare le porte dell'Urbe, mentre sia Giovanni X che suo fratello Pietro, che portava il titolo di consul Romanorum, si trovavano fuori città e nel dicembre del 927 occuparono il Palazzo del Laterano. Pietro si rifugiò a Orte, dove si alleò con gli ungari, che in quel momento imperversavano nel margraviato di Tuscia e nel ducato di Spoleto, che gli permisero di rientrare a Roma nel maggio del 928. Tuttavia, Pietro rimase ucciso in una rivolta sobillata da Guido e Marozia, i quali fecero incarcerare papa Giovanni X nella Mole Adriana, dove morì in cattività a maggio del 929, mettendo fine alle ambizioni imperiali di Ugo. Gli successe papa Leone VI, che morì già a dicembre del 928 e al suo posto venne eletto papa Stefano VII.
Nel 929 Ugo sventò un complotto di palazzo organizzato dai giudici Valperto ed Everardo. Nel 930, il figlio di Ugo, Lotario II, risanò miracolosamente da una febbre che sembrava dovesse essergli fatale, così tra l'aprile il maggio del 931 Ugo preparò la propria successione associandosi al trono Lotario. Nel 931 Ugo esautorò il temuto fratellastro Lamberto, ordinando che venisse imprigionato e accecato. Su influenza della cognata Willa, Ugo concesse a suo fratello Bosone il margraviato di Tuscia. Nonostante il sovrano italico fosse stato generoso con il fratello, Bosone, istigato dalla moglie Willa, si ribellò a Ugo nel 936. Ugo riuscì a reprimere il tentativo di rivolta e nel 937 sostituì Bosone con il proprio figlio illegittimo Uberto. Rimasta vedova di Guido, morto nel 929, Marozia sposò Ugo a Roma nel 932. Temendo che il Re d'Italia prendesse il controllo dell'Urbe, Alberico II, figlio di Marozia, si fece proclamare princeps atque senator omnium Romanorum e dopo aver scacciato Ugo da Roma, imprigionò papa Giovanni XI e Marozia, che morì tra il 932 e il 937. Dopo aver fallito nel riprendere il controllo di Roma con la forza nel 933 e nel 936, Ugo cercò di riconciliarsi con il figliastro dandogli in moglie la propria figlia Alda. Tuttavia, i due aristocratici si rappacificarono soltanto dieci anni dopo il matrimonio, nel 946. Alberico II morì di dissenteria il 31 agosto 954 e suo figlio Ottaviano venne eletto papa il 16 dicembre 955, assumendo il nome pontificale di Giovanni XII.
Dopo la morte di Ludovico il Cieco, Ugo si era appropriato della Provenza, ignorando i diritti del figlio di Ludovico, Carlo Costantino, che venne dichiarato illegittimo. Insoddisfatta di Ugo, nel 933 una parte dell'aristocrazia italica richiamò in Italia Rodolfo di Borgogna, ma Ugo riuscì ad accordarsi con lui. Rodolfo rinunciò al titolo di re d'Italia in cambio della Provenza, che venne unificata alla Borgogna per formare il regno di Arles. Nel 935 Arnolfo di Baviera cercò di sottrarre la corona Ugo e Raterio, vescovo di Verona, gli consegnò la città. Ugo reagì prontamente e sconfisse Arnolfo, poi punì Raterio facendolo rinchiudere nella torre di Walberto a Pavia. Nel 937 Ugo nominò Anscario II d'Ivrea, figlio della sorellastra Ermengarda di Tuscia, duca di Spoleto, allo scopo di allontanarlo dai propri possessi familiari, temendo che la marca anscarica potesse rappresentare una minaccia al suo potere. Nel 940 Anscario II venne ucciso da Sarlione, che lo sostituì come duca di Spoleto. Non molto tempo dopo, però, Ugo costrinse Sarlione a ritirarsi in monastero e lo sostituì con il figlio Uberto, già margravio di Tuscia. Il 12 dicembre 937 Ugo prese in moglie Berta di Svevia, vedova di Rodolfo di Borgogna, mentre Adelaide di Borgogna, figlia di Rodolfo II e Berta, venne fatta sposare a Lotario nel 947. Nel 941 Ugo si alleò con l'Impero d'Oriente e nel 944 diede in moglie la propria figlia illegittima Berta al futuro imperatore Romano II.

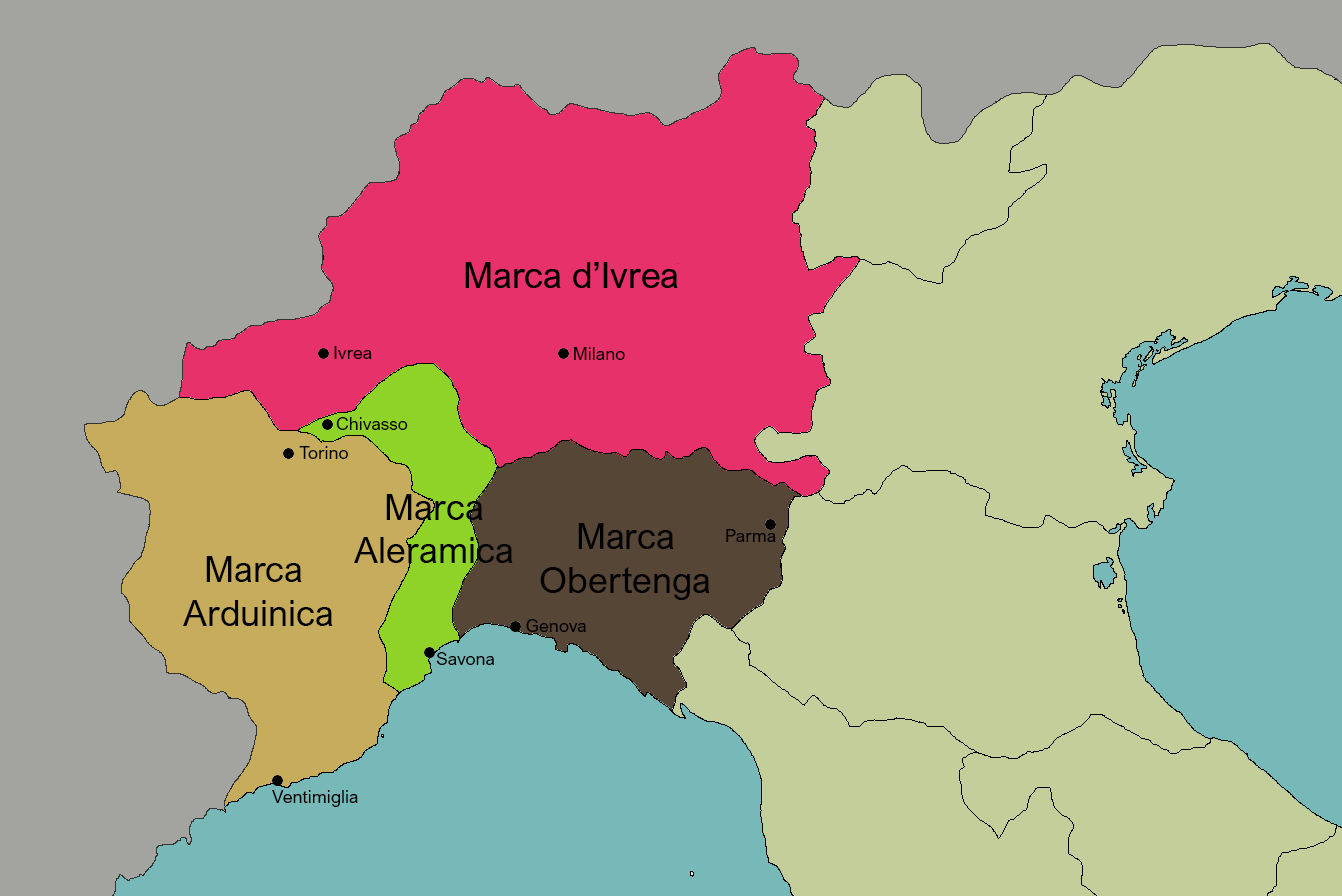
Le marche del ducato di Lombardia nel X secolo.

L'ultimo rivale di Ugo rimasto in Italia era il marchese d'Ivrea Berengario, figlio di Adalberto I d'Ivrea, che però godeva della simpatia di Lotario II, il figlio di Ugo. Infatti, nel 941 Lotario II avvertì Berengario che il padre, riappacificato con l'aristocrazia italica, era intenzionato a catturarlo e accecarlo. Così Berengario fuggì insieme alla moglie Willa, figlia del fratello di Ugo Bosone, che Berengario aveva sposato attorno al 930, la quale si trovava al nono mese di gravidanza. La coppia trovò rifugio presso Ermanno I di Svevia e da lì ottennero la protezione del re dei Franchi Orientali Ottone I di Sassonia. Ugo ne approfittò e nel 943 divise parte della marca Anscarica tra Arduino il Glabro, Aleramo, e Oberto I. Nel 945 Berengario rientrò in Italia attraverso la Val Venosta, venendo accolto dall'aristocrazia come un liberatore. Nel 946 Ugo venne catturato e obbligato a restare al trono assieme al figlio Lotario II, che godeva ancora di simpatie all'interno della grande aristocrazia, mentre Berengario si fece nominare consigliere reale e summus consors regni. Nel 947 Ugo abdicò, lasciando Lotario II come unico sovrano d'Italia, e si ritirò ad Arles, in Provenza, dove morì il 10 aprile, mentre preparava un esercito per sconfiggere Berengario. Lotario II, invece, morì a Torino il 22 novembre 950, forse avvelenato.
Ormai senza più rivali, il 15 dicembre 950 Berengario II venne incoronato nella basilica di San Michele a Pavia insieme al figlio Adalberto. Berengario II fece imprigionare a Como Adelaide, poiché quest'ultima era a capo del partito filo-provenzale. Successivamente, Adelaide venne rinchiusa in una torre della Rocca di Garda, da cui riuscì a fuggire nel 951, venendo accolta dal conte Attone a Canossa, che venne cinta d'assedio da Berengario II.

#### Berengario II e Ottone I

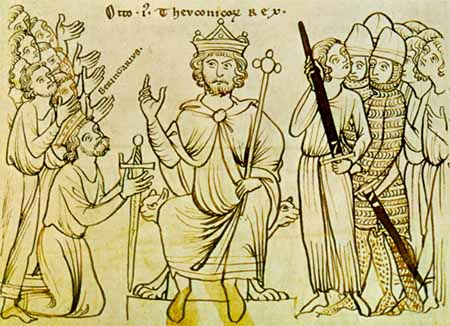
Ottone I.

Nel 951 Adelaide di Borgogna chiese al re dei Franchi Orientali Ottone I di Sassonia d'intervenire in Italia, per difenderla da colui che giudicava un usurpatore. Ottone I accettò la proposta e invase il regno d'Italia, causando la fuga di Berengario. Dopo averla liberata, Ottone sposò Adelaide e il 10 ottobre 951 assunse nella basilica di San Michele Maggiore a Pavia il titolo di rex Francorum et Italicorum. Ottone avrebbe forse voluto proseguire verso Roma, infatti, il vescovo di Magonza Guglielmo venne inviato a concludere un'alleanza con papa Agapito II. Tuttavia, i romani impedirono a Guglielmo l'accesso in città e ciò, assieme alla contemporanea ripresa delle scorrerie degli ungari oltralpe, spinse Ottone a rientrare in Germania nel 952, nominando il duca di Lotaringia Corrado come suo vicario. Nello stesso anno, Berengario si recò ad Augusta per riappacificarsi con il sovrano sassone. Ottone, in cambio della sua sottomissione, restituì a Berengario e Adalberto il controllo del regno d'Italia. Ciò nonostante, non fidandosi dell'anscarico, mantenne il controllo della marca di Verona al proprio fratello, il duca di Baviera Enrico, in modo da controllare alcuni importanti valichi utili per raggiungere l'Italia in caso di necessità. Per la stessa ragione, nel 972 Ottone I affidò la contea di Aosta e il cosiddetto Delfinato italiano al cognato, il re di Arles Corrado. Berengario II e il figlio Adalberto cercarono di rafforzare la propria posizione in Italia concedendo privilegi, tra cui si ricorda la concessione dell'immunità alla città di Genova del 958, e conducendo espropriazioni ai danni di quegli aristocratici che gli avevano dato prova di scarsa fedeltà. Questi ultimi, sentendo fortemente minacciata la propria posizione, richiesero l'intervento in Italia di Ottone che, a seguito della mancata sottomissione di Berengario II, mandò il figlio Liudolfo nel 957. Liudolfo assediò gli Anscarici asserragliati nella fortezza dell'Isola di San Giulio, ma venne sconfitto e morì il 6 settembre 957, così Ottone si vide costretto a riconfermare la corona a Berengario II e Adalberto. Pochi anni dopo, Ottone invase nuovamente l'Italia, questa volta sollecitato da papa Giovanni XII, il quale aveva un rapporto conflittuale con Berengario II, che si rifugiò nella rocca di San Leo. Berengario II resistette fino a fine dicembre 963, quando fu costretto alla resa da Ottone, che lo mandò in esilio a Bamberga, dove morì il 4 agosto 966. Adalberto, invece, riuscì a rafforzare la sua posizione riconciliandosi con Giovanni XII e ottenendo protezione nella città di Roma. In seguito alla deposizione di Giovanni XII, Adalberto e i fratelli minori Guido e Corrado d'Ivrea, riuscirono a resistere a Ottone ritirandosi in tre fortezze, sul lago Maggiore, lago di Como e lago di Garda, e ottennero l'alleanza di alcuni importanti aristocratici, quali il vescovo di Piacenza Sigulfo, il vescovo di Modena Guido, il vescovo di Pavia Litifredo II e il conte di Pavia Bernardo, genero di Ugo di Provenza. Nel 964 Adalberto si recò a Spoleto per reclutare un nuovo esercito, ma il 25 giugno 965 Guido venne sconfitto e ucciso da Ottone, che l'anno successivo costrinse Adalberto a fuggire a Costantinopoli, passando dall'Italia meridionale. Dopo la fine della guerra tra Niceforo II Foca e Ottone I, Adalberto fu costretto a rifugiarsi in Borgogna dove morì il 30 aprile 971.

### L'Età Ottoniana

#### Ottone I imperatore
Nel 961 Ottone valicò nuovamente le Alpi e venne incoronato re d'Italia il giorno di Natale a Pavia, mentre il 2 febbraio 962, a Roma, venne incoronato imperatore da papa Giovanni XII. Quest'ultimo, il quale aveva sollecitato l'intervento di Ottone in Italia, sperava che il re dei Franchi Orientali lo aiutasse nell'ottenere la supremazia nell'Italia centrale. In realtà, Ottone I aveva speso il decennio precedente per costruire la propria legittimità a rivendicare per sé il titolo imperiale, ergendosi a monarca universale dell'Occidente cristiano, infatti, il 13 febbraio impose al papa il Privilegium Othonis, con cui rivendicava la sovranità imperiale su Roma e il Papato. Una volta compresa la reale entità del progetto ottoniano, mentre l'imperatore si era recato a nord per riprendere la lotta contro gli Anscarici, Giovanni XII ritornò sui suoi passi, alleandosi con Adalberto d'Ivrea. Una volta scoperta la corrispondenza segreta tra il pontefice e i suoi diretti rivali, nell'autunno del 963 Ottone entrò a Roma, dichiarò deposto Giovanni XII, che nel frattempo era riuscito a scappare a Tivoli, e fece eleggere al suo posto papa Leone VIII. Il 3 gennaio 964 i romani si sollevarono contro Ottone, ma la rivolta venne sedata, così, la settimana seguente Ottone mosse verso Spoleto per ricominciare il conflitto contro gli Anscarici. Giovanni XII ne approfittò per rientrare in città e punire i propri oppositori. Morì a Roma, forse di apoplessia, il 14 maggio 964 e lo stesso giorno venne eletto come suo successore papa Benedetto V. Una volta rientrato a Roma, l'imperatore depose Benedetto V rimettendo sul soglio pontificio Leone VIII, che morì il 1º marzo 965. Al suo posto, Ottone fece eleggere papa Giovanni XIII, che venne imprigionato a seguito di una rivolta avvenuta a dicembre del 965, mentre l'imperatore era assente dall'Urbe. Rientrato a Roma alla fine del novembre del 966, Ottone fece arrestare i ribelli e rimise Giovanni XIII sul soglio di Pietro. Giovanni XIII si spense il 6 settembre 972 e al suo posto venne eletto papa Benedetto VI, il quale morì nel giugno 974, venendo sostituito da papa Benedetto VII. Infine, l'imperatore Ottone regolò i conti con gli ultimi membri del partito anscarico: al vescovo di Pavia vennero confiscati i suoi beni, che furono assegnati al conte di Bergamo Giselberto, mentre il vescovo di Piacenza venne esiliato in Germania, ma l'anno dopo venne graziato e reintegrato nella sua posizione. Riuscirono a riconciliarsi con l'Imperatore il vescovo di Modena, che mantenne la propria posizione, e Corrado d'Ivrea, fratello di Adalberto, il quale ricevette la marca anscarica. Ottenuto il controllo del regno d'Italia, Ottone I mosse guerra contro l'Impero d'Oriente, che aveva offerto rifugio a Adalberto d'Ivrea, fallendo nel tentativo di strappare la Puglia a Costantinopoli. Con le trattative di pace, però, Ottone I riuscì a ottenere una principessa romea, anche se non porfirogenita, come sposa per il figlio Ottone II. Ottone I morì mentre si trovava in Germania il 7 maggio 973.

#### Ottone II e Ottone III

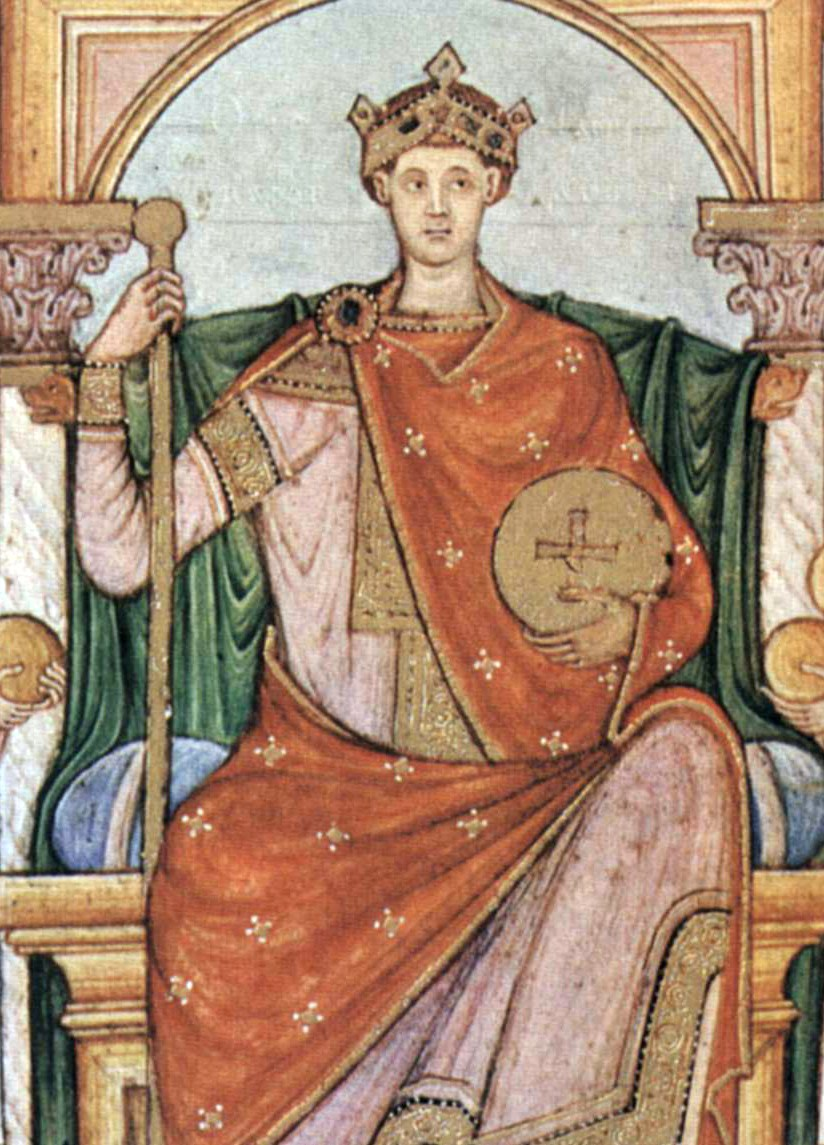
Ottone II.

Ottone II di Sassonia, venne associato dal padre al trono dei Franchi Orientali quando venne incoronato ad Aquisgrana il 26 maggio 961, poi l'associazione venne estesa al titolo imperiale dopo l'incoronazione avvenuta a Roma il giorno di Natale del 967. Il 14 aprile 972 Ottone II si sposò a Roma con la principessa romea Teofano, per poi ritornare in Germania. Successivamente, Ottone II dovette reprimere le rivolte dello zio, Enrico di Baviera, che nell'aprile 978 venne sconfitto e punito con l'esilio e lo scorporamento dal ducato di Baviera del ducato di Carinzia, comprendente anche la marca di Verona, che venne assegnato a Ottone di Worms. Nel 980 Ottone II scese in Italia, venendo incoronato re d'Italia a Ravenna il giorno di Natale. Durante una rivolta, guidata da Crescenzio de Theodora, imparentato con i Tuscolani, il popolo romano cercò di deporre papa Benedetto VII, il quale richiese l'intervento dell'Imperatore. Ottone II giunse a Roma il giorno di Pasqua del 981 e domò la rivolta, anche se Crescenzio riuscì a fuggire dalla città. La permanenza in Italia di Ottone II aveva come obiettivo l'imposizione del potere ottoniano sull'Italia meridionale, rivendicando il ruolo dell'imperatore come sovrano universale e protettore della Chiesa di Roma, colpendo i musulmani che avevano invaso l'Italia sotto il comando dell'emiro di Sicilia Abu al-Qasim. Per affrontare al meglio la spedizione, ottenne l'alleanza, o la neutralità, dei potentati longobardi e dell'Impero d'Oriente. Tuttavia, Basilio II cominciò a vedere Ottone II come una minaccia, in quanto aveva occupato molte importanti città, tra cui Napoli, e gli fece mancare il proprio supporto. Infine, l'imperatore giunse a Rossano e l'Emiro, conosciuta l'imponenza dell'esercito imperiale, decise di ritirarsi, venendo prontamente inseguito da Ottone II. L'inevitabile scontro avvenne tra il 13 e il 14 luglio 982 nella Calabria meridionale, non è chiaro se si sia svolto a Stilo o a Capo Colonna, e, nonostante l'uccisione dell'Emiro di Sicilia da parte delle truppe imperiali, le gravissime perdite subite segnarono la sconfitta di Ottone II. A seguito della cocente delusione, Ottone II decise di ritirarsi a nord. Durante una dieta tenuta a Verona fece riconoscere il figlio Ottone III, come sovrano. Alla morte di Benedetto VII produssero nuove sollevazioni, che spinsero Ottone II a tornare a Roma per insediare il neoeletto papa Giovanni XIV. Ottone II morì di malaria a Roma, dove venne sepolto, il 7 dicembre 983.
Ottone III di Sassonia venne incoronato re dei Franchi Orientali ad Aquisgrana il giorno di Natale 983, pochi giorni dopo la morte di suo padre. Essendo ancora infante, Ottone III venne posto sotto la reggenza della madre Teofano e della nonna Adelaide, grazie alle quali riuscì a mantenere la corona, nonostante la concorrenza del prozio Enrico di Baviera. Ad agosto del 984 Crescenzio Nomentano, esponente della corrente filo-costantinopolitana, fece uccidere Giovanni XIV, rimpiazzandolo con l'antipapa Bonifacio VII, il quale aveva già provato a sostituire Benedetto VI e Benedetto VII. Bonifacio VII morì improvvisamente il 20 luglio 985, dopo essere entrato in rotta con i suoi alleati Crescenzi, che si volsero al partito filo-tedesco, favorendo l'elezione di papa Giovanni XV, amico dell'imperatrice madre Teofano, la quale li ricompensò assegnando loro il comitato di Terracina nel 988. La situazione mutò nuovamente nel 991, a seguito della morte di Teofano, quando peggiorarono i rapporti tra i Crescenzi e Giovanni XV, che fuggì da Roma. Rifugiatosi presso Ugo di Tuscia, Giovanni XV chiese a Ottone III d'intervenire. Giunto a Pavia, il 12 aprile 996 Ottone III venne incoronato re d'Italia, ma quando entrò a Roma Giovanni XV era già morto. Così, Ottone III fece eleggere papa suo cugino, che assunse il nome di papa Gregorio V, da cui si fece incoronare imperatore il 21 maggio 996. Nel 997 Ottone III dovette recarsi in Germania e il patricius Romanorum Crescenzio Nomentano ne approfittò per deporre Gregorio V, che fuggì a Pavia, e sostituirlo con l'arcivescovo di Piacenza, che tornava da un'ambasceria a Costantinopoli, il quale divenne l'antipapa Giovanni XVI. Rientrato in Italia, Ottone III eliminò l'antipapa e i suoi fautori, che resistettero a lungo asserragliati presso il mausoleo di Adriano, e rimise al suo posto il pontefice legittimo, il quale morì il 18 febbraio 999. Ottone III, che pose la propria capitale a Roma, impose l'elezione di papa Silvestro II. Tuttavia, una nuova insurrezione, guidata dal futuro patricius Romanorum Giovanni di Crescenzio, spinse l'imperatore e il papa a fuggire da Roma. Il 23 gennaio 1002 a Faleria morì senza eredi Ottone III, forse per malaria o, secondo una leggenda romana, avvelenato da Stefania, la vedova di Crescenzio Nomentano.
Silvestro II, invece, morì il 12 maggio 1003, poco dopo essere rientrato a Roma, e fu sostituito da papa Giovanni XVII, il quale morì dopo appena cinque mesi di pontificato. I due pontefici successivi, papa Giovanni XVIII e papa Sergio IV, furono eletti per volontà di Giovanni di Crescenzio, il quale, però, spirò pochi giorni dopo la morte di Sergio IV. Il neoeletto papa Benedetto VIII era un membro della casata dei Tuscolani, che finirono per sostituire i Crescenzi nel ruolo di famiglia più influente dell'aristocrazia romana.

#### Arduino d'Ivrea ed Enrico II
Il 15 febbraio 1002 un gruppo di grandi aristocratici dell'Italia settentrionale si radunò a Pavia, dove incoronarono nella basilica di San Michele re d'Italia Arduino d'Ivrea, marchese d'Ivrea. Il 22 agosto Arduino venne riconosciuto sovrano anche dalle aristocrazie dell'Italia centrale, fatto che gli permise di assumere il completo controllo del regno d'Italia. Arduino, secondo una tradizione storiografica però non suffragata da fonti coeve, apparteneva a una linea collaterale della dinastia anscarica e aveva ricevuto la marca d'Ivrea da Ottone III a causa della rimozione di Corrado d'Ivrea e nel 999 si era associato il figlio Arduino II d'Ivrea come marchese.
In Germania, la crisi dinastica seguita alla morte di Ottone III si risolse in modo diverso, grazie all'elezione di Enrico II di Sassonia, che venne incoronato re dei Franchi Orientali il 7 giugno 1002 a Magonza. Una volta conquistato il potere in Germania, Enrico II volse il suo sguardo all'Italia per rivendicare i titoli di re d'Italia e imperatore. Pertanto, Enrico II mandò in Italia il duca di Carinzia e marchese di Verona Ottone I, il quale, però, venne duramente sconfitto da Arduino nella battaglia al Campo della Fabbrica, presso il fiume Brenta, e fu costretto a ritirarsi in Germania. Dopo aver pacificato la Germania, Enrico II invase l'Italia, giungendo a Trento nell'aprile del 1004. Enrico mandò avanti le truppe del duca di Carinzia, le quali riuscirono ad espugnare le chiuse longobarde, non lontane dal fiume Brenta, dove Arduino si era attestato con le sue truppe per difendere Verona. Così, Arduino d'Ivrea fu costretto a ritirarsi nella marca anscarica, mentre Enrico, appoggiato dal conte di Mantova Tedaldo di Canossa, dall'arcivescovo di Milano Arnoldo, dall'arcivescovo di Ravenna Federico e dal vescovo di Vicenza Geronimo, attraversò la pianura Padana senza incontrare resistenza. Giunto a Pavia, Enrico II venne incoronato re d'Italia nella basilica di San Michele dall'arcivescovo di Milano il 15 maggio 1004. Il giorno stesso dell'incoronazione si scatenarono dei tumulti antitedeschi a Pavia, che vennero repressi dall'esercito imperiale. Enrico II abbandonò l'Italia a all'inizio di giugno del 1005 e Arduino colse l'occasione per riprendere il controllo del regno d'Italia, che resse per il decennio successivo. Enrico rientrò in Italia nell'agosto del 1013, chiamato da papa Benedetto VIII, che gli chiese sostegno per affrontare i suoi nemici interni. Conscio di non poter opporsi a Enrico in campo aperto, Arduino preferì lasciarlo passare, ritirandosi nella roccaforte di Sparone, tra la Val Soana e la Valle dell'Orco. Una volta giunto a Roma, Enrico II riuscì a reprimere i nemici di Benedetto VIII, che il 14 febbraio 1014 lo incoronò imperatore. Il 22 febbraio, però, si scatenò in città una nuova rivolta contro il partito filo-tedesco, forse causata dal rifiuto che l'imperatore oppose alla richiesta di pace offerta da Arduino. Dopo aver domato gli insorti, Enrico II si diresse verso l'Italia settentrionale, dove si scontrò con alcuni aristocratici fedeli ad Arduino, per poi rientrare in Germania. Arduino d'Ivrea approfittò ancora una volta dell'assenza dell'imperatore per riprendere il controllo del regno d'Italia, ma la mai sopita opposizione degli aristocratici filo-tedeschi, guidati dal margravio di Tuscia Bonifacio, e a un'improvvisa malattia spinsero il sovrano ad abdicare e a ritirarsi nel monastero di Fruttuaria, in diocesi di Ivrea, dove morì il 14 dicembre 1015. L'imperatore Enrico II, invece, tornò in Italia attorno al 1022 per ritentare la conquista dell'Italia meridionale, in quanto il catapano d'Italia Basilio, alleato con Pandolfo IV di Capua, aveva iniziato la rappresaglia contro i principi filo-tedeschi. Nonostante l'esercito di Enrico II fosse riuscito a catturare Pandolfo IV, la spedizione si concluse in nulla di fatto e l'Imperatore si vide costretto a rientrare in Germania, dove morì il 13 luglio 1024. Alla morte di Enrico II assunse la reggenza l'imperatrice Cunegonda, affiancata da suo fratello, il vescovo di Metz Teodorico II, e da Enrico I di Lussemburgo. Pochi mesi prima della scomparsa dell'imperatore, il 9 aprile 1024, era morto anche papa Benedetto VIII e come suo successore venne eletto suo fratello minore, che assunse il nome pontificale di Giovanni XIX.
Dopo la morte dell'imperatore Enrico II, i cittadini di Pavia insorsero e distrussero il palazzo reale, risalente all'epoca di Teoderico, che era considerato simbolo del potere imperiale in Italia. Inoltre, alcuni grandi aristocratici italiani offrirono il regno d'Italia a Guglielmo di Aquitania, membro dell'alta aristocrazia francese, che però oppose un rifiuto. Così, all'aristocrazia italica sfuggì il controllo della corona, ma essa riuscì comunque a consolidare il proprio potere attraverso processi di potenziamento dinastico e signorile.

### L'Italia imperiale dopo l'XI secolo

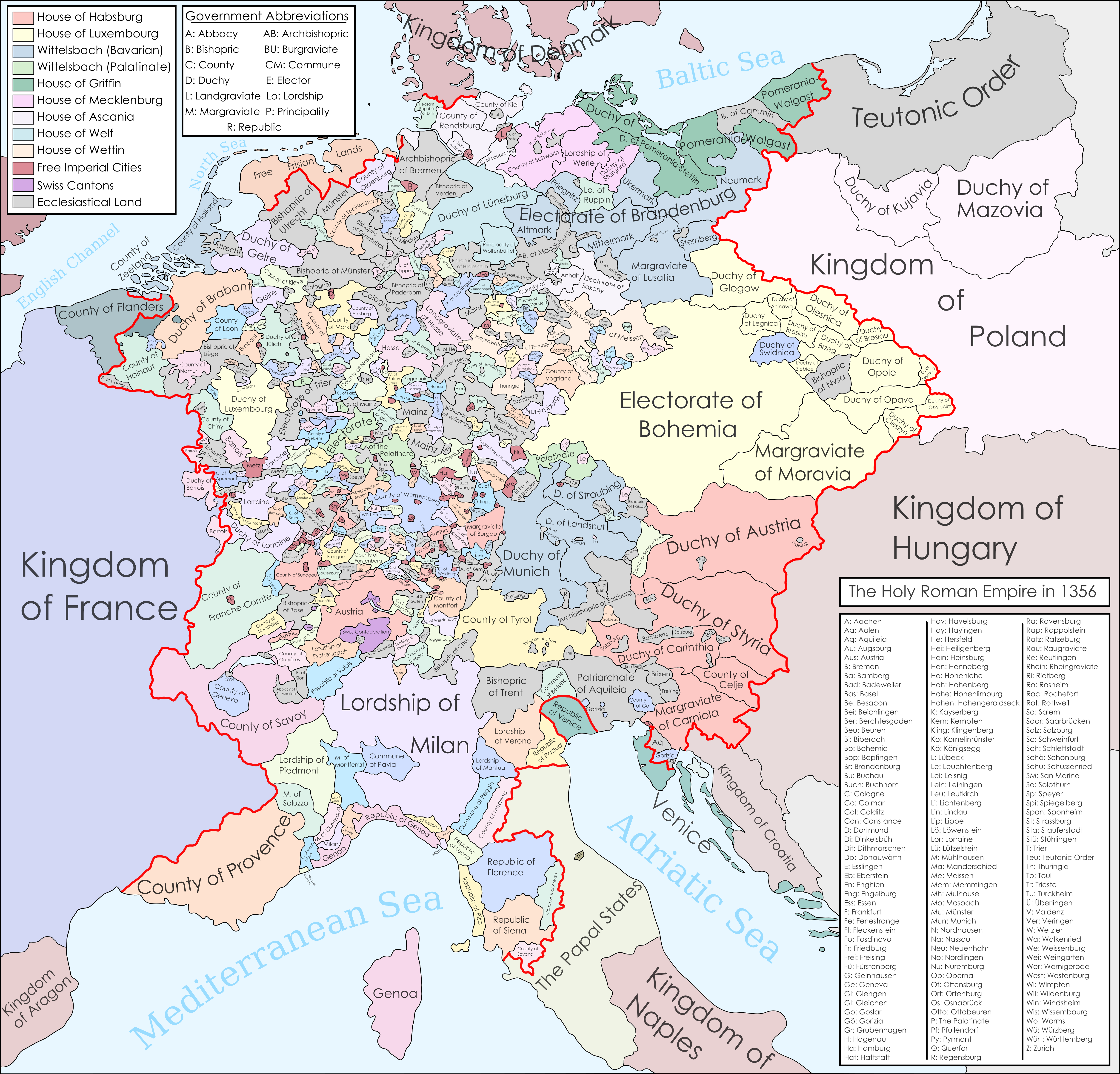
Il regno d'Italia all'interno del Sacro Romano Impero nel 1356.

Situazione geopolitica dell'Italia centro-settentrionale nel 1789, alla vigilia della rivoluzione francese. La mappa rappresenta i vari Stati allora esistenti come parti del Regno d'Italia

Dopo il 1024, le corone dei Franchi Orientali/dei Romani e di Italia risultarono permanentemente unite: dopo la sua elezione ad imperatore, ci si aspettava che il nuovo sovrano fosse eletto anche re d'Italia, a Pavia o Milano. Egli poteva infine fregiarsi del titolo di imperatore dei Romani, solo però dopo essere stato incoronato come tale dal papa, di norma a Roma.
A questo complesso cerimoniale, tuttavia, si contrapponeva l'effettiva realtà politica dell'Italia centro-settentrionale, ove molto presto si formarono potentati locali gelosi della propria autonomia e contrari alle ingerenze dei più intraprendenti tra i sovrani germanici. Il Regnum Italiae cessò di fatto di esistere con l'avvento delle autonomie comunali, anche se già nei periodi anteriori le ambizioni autonomiste, e in taluni casi indipendentistiche, dei feudatari italiani non permisero mai al regno di assumere una forza e un peso politico rilevanti.
Il 29 maggio 1176 avvenne la battaglia di Legnano, con la vittoria delle truppe della Lega Lombarda, formata da gran parte dei comuni dell'Italia settentrionale che rimosse le reciproche rivalità si allearono sotto la guida simbolica di papa Alessandro III, sull'esercito imperiale di Federico Barbarossa. Questa battaglia concluse la quinta e ultima discesa in Italia dell'imperatore Federico Barbarossa, che sconfitto si convinse a risolvere diversamente la questione italiana con la pace di Costanza (25 giugno 1183), con la quale diede concessioni amministrative, politiche e giudiziarie ai comuni e ponendo ufficialmente fine al suo tentativo di egemonizzare l'Italia settentrionale.
L'effettiva portata del controllo esercitato dall'Impero sul Regno d'Italia (già modesta) fu vieppiù ridimensionata nel XV secolo dall'espansione della Repubblica di Venezia in Terraferma, che ridusse alquanto l'estensione dei territori (nominalmente) ancora vassalli dell'Impero.
Nel corso dei secoli, si formarono veri e propri Stati indipendenti e il Regno imperiale d'Italia sopravvisse più come concetto giuridico che come dominio effettivo, scomparendo definitivamente dopo la Pace di Westfalia del 1648.
Nonostante ciò, gli imperatori ritennero il Regno d'Italia sempre esistente e formalmente il regno decadde solo con la dissoluzione del Sacro Romano Impero nel 1806 e venne sostituito dal Regno d'Italia di Napoleone, il quale si era già fatto incoronare nel 1805 considerando ormai collassato l'Impero.

## Società e istituzioni

### Regime istituzionale

#### Il sistema ducale longobardo
Nel VI secolo il territorio del regno longobardo era amministrato da una trentina di comandanti militari, indicati con il titolo di duca, che avevano al proprio servizio gli arimanni (in latino milites), uomini liberi e in possesso di proprietà allodiali, stabiliti principalmente nelle città e in punti strategici per il controllo delle vie di comunicazione terrestre e fluviale, che servivano per la difesa pubblica. Inoltre, vi erano vasti possedimenti regi, che venivano amministrati da funzionari pubblici detti gastaldi. Dopo la restaurazione della monarchia nella persona di Autari (584-590) la posizione del re longobardo era difficile da determinare, dal momento che la politica amministrativa e giudiziaria oscillavano tra le tendenze accentratici del potere regio e la resistenza dell'aristocrazia ducale.
La conquista dei Franchi non rappresentò una rottura rispetto al precedente sistema longobardo. Il regno mantenne la sua individualità e Pavia continuò ad essere la capitale. Sebbene alcuni sovrani spesso sostarono talvolta a Milano, Pavia rimase la sede del palazzo reale, dove si trovava il massimo tribunale del regno, e la zecca principale. Allo stesso modo, fu mantenuto il sistema amministrativo pubblico che collegava Pavia con le città attraverso funzionari e fu anche mantenuto un corpus legale addestrato, inoltre la legislazione dei re longobardi venne riaffermata dai carolingi. Periodicamente furono indette (come forse già in età longobarda) delle assemblee generali del Regno, riunioni durante le quali erano convocati i grandi funzionari e i più importanti ecclesiastici –marchesi, conti, vescovi, abati –accompagnati dal loro seguito, per eleggere il re, decidere campagne militari o per fornire il loro consiglio nella formulazione delle leggi. Dal momento della conquista franca al primo decennio dell'XI secolo abbiamo notizia di almeno 25 assemblee (ma si deve certo pensare che non di tutte ci sia pervenuta testimonianza), 23 di esse si tennero a Pavia, presso il palazzo reale, mentre due si svolsero nel palazzo reale di Corteolona. Dopo il fallimento della rivolta del 776, gli aristocratici longobardi rivoltosi furono rimpiazzati da membri della nobiltà franca, mentre coloro che erano rimasti fedeli al sovrano furono integrati nel sistema amministrativo carolingio. Un secondo gruppo di aristocratici franchi seguì Lotario I in Italia, mentre un terzo gruppo giunse in Italia nell'834 in conseguenza delle epurazioni volute dal restaurato Ludovico il Pio. Alcune di queste famiglie, come gli Unrochingi, i Supponidi o i Guidonidi, ebbero un grande peso nel regno, soprattutto nel periodo post-carolingio. Tuttavia, nonostante il suo potere politico si fosse drasticamente ridotto, l'aristocrazia longobarda continuò a rivestire posizioni di prestigio, principalmente in ambito ecclesiastico. Insieme alla classe dirigente aristocratica, in Italia si stabilirono gruppi eterogenei di arimanni (ad esempio franchi, alamanni, bavari o burgundi) provenienti da Oltralpe.

#### Il sistema amministrativo franco
Così, l'antico sistema ducale longobardo venne sostituito dal sistema comitale franco, nel quale il re era rappresentato su territorio dai conti (in latino comes). I conti erano funzionari pubblici direttamente dipendenti dall'amministrazione centrale ed erano responsabili del mantenimento della pace pubblica, della riscossione delle tasse, l'amministrazione della giustizia e, come i duchi longobardi, avevano il controllo degli arimanni. Ogni contea era suddivisa in distretti più piccoli, in cui funzionari sotto il controllo del conte, detti scabini, erano responsabili di piccoli crimini e azioni legali personali. Il sistema di potere carolingio, oltre che sui funzionari pubblici, poggiava sul supporto degli alti prelati, vescovi e abati, che ne rappresentavano un elemento strutturale in perfetta sinergia con l'autorità pubblica. I sovrani utilizzarono il clero nell'amministrazione pubblica, principalmente nelle mansioni che riguardavano il controllo delle città e delle vie di comunicazione. Pertanto, nonostante il loro potere fosse per natura prettamente spirituale, i vescovi e gli abati s'inserirono inseparabilmente nella rete dei poteri laici. Le strutture ecclesiastiche venivano ricompensate attraverso le donazioni, soprattutto di natura fondiaria, e le immunità (in latino mundeburdium). In principio le immunità garantivano soltanto l'inviolabilità delle terre appartenenti alla Chiesa, senza eliminare la giurisdizione del conte sugli abitanti che non avevano lo status di servus, ma poi finirono per impedire qualsiasi tipo d'intervento giurisdizionale o militare da parte dei funzionari pubblici. La creazione di aree autonome dal controllo dei funzionari pubblici consegnò al clero il diritto di coercizione (in latino distrectum) su tutti i residenti nelle terre immunitarie. I conti, gli abati, i vescovi e i funzionari incaricati delle entrate del re, potevano essere sottoposti solo ai conti palatini, in qualità di delegati del sovrano e presidenti della curia regis, che fungeva da corte d'appello. La supervisione sull'apparato pubblico era esercitato dal sovrano attraverso i missi dominici, funzionari itineranti, che spesso agivano in coppia, di solito composta da un laico e un religioso. I missi dominici furono scelti tra i conti, i vescovi e gli abati, ai quali venivano aggiunte le funzioni di ispezione itinerante in aree diverse dai loro distretti amministrativi. Ai missi dominici veniva affidato un distretto formato da diverse contee (in latino missaticum) all'interno del quale avevano il compito di identificare gli abusi, controllare le imposte e rinnovare i giuramenti per conto del sovrano, il quale doveva essere informato periodicamente. Il compito principale dei missi dominici riguardava l'integrazione dei territori dell'Impero, ma con il declino dell'autorità centrale declinò anche il loro ruolo, sebbene in Italia esistessero ancora nell'XI secolo. Gli abusi di potere più comuni tra gli pubblici ufficiali di norma portavano a conflitti con i contadini, con gli arimanni e con l'aristocrazia, laica ed ecclesiastica, che non partecipava al potere pubblico.
Con la crisi del potere regio il potere vescovile affermò il pieno controllo sulle città, anche a causa del progressivo allontanamento dei funzionari pubblici, sempre più radicati nei loro possessi fondiari, che si ritirarono nei loro castelli nei contadi. Di fatto, in molte città alle sedi vescovili furono concessi in piena e completa proprietà tutti i poteri già spettanti ai conti. Ciò non significa che i vescovi assumessero la carica comitale, ma che in caso di conflitti con i conti, i sovrani ne riducevano i poteri in favore dei vescovi, la cui elezione era più facilmente influenzabile rispetto al conferimento delle cariche pubbliche, ormai dinastizzate per prassi. Inoltre, l'aumento del potere politico vescovile accompagnò e legittimò la crescita politica delle città a cui facevano capo.

### Suddivisioni amministrative
Nelle aree di confine, furono formati distretti militari per la difesa del territorio chiamate marche e costituiti dal raggruppamento di contee, sotto il comando militare del marchese. Il titolo ducale è stato mantenuto per i governatori di Spoleto e del Friuli, alternando o unendosi a quello del marchese per evidenziare la responsabilità del governo nei territori di confine. Il regno d'Italia, costituiva un territorio di confine per l'impero, e furono costituite diversi marche: la marca friulana - ampliata con l'Istria nell'803 - ebbe il compito di confrontarsi con Slavi e Avari e fu estesa a metà del X secolo con Trento per formare la marca di Verona; la marca della Toscana per contrastare le razzie saracene della Sardegna; la marca o il ducato di Spoleto per la difesa contro i Longobardi o i musulmani dalla Sicilia. Alla fine del IX secolo, al tempo di Guido di Spoleto, nella parte occidentale del regno furono istituite la marca d'Ivrea e il ducato di Lombardia per trattare con i saraceni di Fraxinetum; ma quest'ultimo fu oscurato dal potere dell'arcivescovo di Milano.

### Ordine sociale
In un momento in cui il potere pubblico offriva una protezione insufficiente, si sviluppò il rapporto di vassallaggio, che era una forma di incarico in cui un uomo libero entrò in obbedienza e rese un servizio militare a un potente, in cambio di protezione e assistenza; in questo modo, i guerrieri, che erano uomini liberi e proprietari di terre (allode), divennero una clientela attorno a un signore. Il potere coercitivo richiedeva una clientela di vassalli che offrivano un servizio armato a signori laici e religiosi. Questi vassalli ricevettero come compenso un beneficio dagli stessi allodi del Signore. Ciò fu rivelato nell'esercito, perché sebbene la mobilitazione militare fosse mirata a uomini liberi, insieme agli Arimanni l'esercito era composto da clienti vasallatici, basati su rapporti personali di vassallo in posizioni alte. Mentre gli Arimanni svolgevano un servizio pubblico, i vassalli prestavano un servizio al loro signore e lui forniva loro un sostentamento concedendo loro un beneficio territoriale, cioè un usufrutto a vita. Queste terre concesse a scopo di lucro rafforzarono i vassalli, che allo stesso tempo erano proprietari di allode. Questi arimanni erano liberi da dipendenze personali e potevano ancora essere mantenuti nell'era carolingia indipendentemente dalle relazioni di vassallaggio. I guerrieri erano al servizio permanente o specifico del re o dei suoi rappresentanti nell'aspetto militare e persino politico, ma questa relazione poteva essere rafforzata con una relazione privata di vassallo, che era l'istituzione che importava il Franchi con la conquista del regno longobardo.
Essendo dipendenti pubblici, i conti o i marchesi non erano necessariamente in relazione al vassallo nei confronti del sovrano, ma poiché l'amministrazione centrale non era in grado di mantenere una burocrazia di agenti al servizio del re, remunerata e revocabile, questi agenti tendevano a essere scelti tra una potente clientela militare per coloro che sono stati premiati con la terra, data la bassa circolazione monetaria. Il re cercò di assicurarsi che gli uffici pubblici di conte, duca e marchese, senza perdere il loro carattere pubblico, vedessero anche la loro sottomissione al potere reale rafforzata attraverso il servizio di vassallaggio, in cambio di un beneficio delle terre del tesoro. Così, i monarchi carolingi affidarono l'amministrazione del regno a quegli stessi nobili che erano stati loro affidati personalmente sotto un vincolo di fedeltà e a coloro a cui erano stati concessi benefici territoriali in cambio della loro fedeltà e sostegno militare nel fornire Un mese L'attività dei funzionari pubblici è rimasta essenzialmente un potere militare per reprimere la violenza privata. Il re impiegò lealisti per il governo di abbazie e vescovi, selezionato dalla stessa aristocrazia militare. Pertanto, la nuova aristocrazia franca, oltre a tenere il governo territoriale come strumento del potere reale, ottenne anche una significativa base territoriale attraverso donazioni reali a spese dei terreni confiscati dalla Chiesa e dai Longobardi e dal tesoro reale; ma inoltre, ha usato il suo potere politico a proprio vantaggio, collegandosi con le istituzioni ecclesiastiche e relazionandosi con le ricche famiglie lombarde.
Per contrastare i conti, il re ebbe anche l'aiuto dei suoi vassalli, i vassi dominici, affidati personalmente a lui, in cambio del re garantendo loro il beneficio dei territori dalla proprietà reale e ecclesiastica. I vassi potevano reclutare le proprie truppe nell'esercito del re e non erano soggetti agli ordini del conte. I re carolingi promulgarono a malapena i diplomi di immunità per deporre potentati, poiché avevano un efficace comando militare e potere coercitivo sui loro servitori, coloni e proprietà, in modo che i funzionari del re si prendessero cura di possibili arbitrarietà su quei territori.
La clientela degli ufficiali del re: conti, duchi o marchesi, significava un rafforzamento dell'esercito del re e l'autorità di questi ufficiali del re. Inoltre, questi funzionari, purché avessero una responsabilità pubblica, ricevettero un beneficio dal tesoro dal monarca, ma poiché appartenevano a una famiglia potente, potevano sostenere i propri vassalli concedendo loro terra tra i loro sodio come benefici, tuttavia, quando i funzionari già smisero di prestare servizio al re, non per quel motivo continuarono a tenere i vassalli al loro servizio.
Oltre al vassallaggio, c'erano altri rapporti di subordinazione alla potente aristocrazia secolare o ecclesiastica, come quelli basati sul pagamento di un reddito.

### Sistema produttivo
Nel regno d'Italia la popolazione non viveva isolata ma formava villaggi, attorno ai quali c'erano i campi coltivati di cereali, vino e prati e la terra incolta di pascoli e foreste, che era comunemente usata dagli abitanti dal villaggio. La curtis era l'insieme di proprietà legate a un grande signore, era composta da alcune terre amministrate direttamente dal signore (dominicum) e altre terre (mansi) che i contadini coltivavano e che insieme formavano il massaricium. I territori della Curtis non erano continui, ma erano dispersi tra i diversi villaggi, così che la Curtis copriva parti di villaggi. Ciò significava che, da un lato, il signore doveva affidare a diversi gestori (villicus) la gestione delle diverse proprietà in cui era suddivisa la curtis; e d'altra parte, nello stesso villaggio c'erano contadini dipendenti da diversi signori. Insieme alle proprietà che formavano la curtis di un grande signore, c'erano anche piccoli proprietari alodiali non dipendenti, gli Arimanni. Gli Arimanni erano piccoli proprietari autonomi di leghe, che erano sottoposti soltanto al potere pubblico, il che significava fornire assistenza militare su richiesta del re, mantenere ponti, strade ed edifici pubblici e religiosi e sostenere i funzionari pubblico e prelati nell'esercizio delle loro funzioni quando si trovavano nella località. Gli Arimanni furono sottoposti a esazioni - denominate nelle capitali carolingie come angariae - dai grandi signori o dai loro vassalli, armati e beneficiati di quelli mansueti, che cercarono di creare un gruppo territoriale più omogeneo e compatto.

### Il papa
Durante l'epoca longobarda, il papa era rimasto sotto l'influenza bizantina godendo di un'ampia autonomia lontano dalla lontana corte imperiale di Costantinopoli, ma VIII secolo il papa entrò in conflitto religioso con l'imperatore per l'iconoclastia e anche temendo l'espansione lombarda che minacciò i possedimenti imperiali in Italia, cercò sostegno nei Franchi. Il re dei Franchi, Pipino il Breve (751-768), concesse a papa Stefano II (752-757) il potere temporaneo sull'esarca di Ravenna nel 756 nella cosiddetta donazione Pipino, ma il papa riconobbe ancora l'imperatore bizantino e i territori continuarono a appartenere all'Impero. La conquista di Carlo Magno, figlio di Pipino, dal regno longobardo, pose il re dei Franchi su un piano di superiorità e limitò le aspirazioni territoriali del papa, e infine papa Leone III (795-816) ruppe con l'Impero bizantino e incoronato Carlo Magno come imperatore, che assunse il riconoscimento della sua sovranità politica su Roma: l'imperatore era il sovrano dell'eredità romana, mentre il papa era colui che governava il territorio come tenente dell'imperatore. La relazione tra l'imperatore e il papa fu stabilita nell'816 con il pactum ludivicianum, in cui furono definiti i territori, la giurisdizione e l'autorità del papa, furono riconosciute le libere elezioni papali e l'intervento dell'imperatore su richiesta del papa. La Costituzione romana dell'824 significava l'affermazione della sovranità carolingia nei territori papali, base alla quale il coimperatore Lotario I (817-855) mise gli atti politici e amministrativi del papa sotto il controllo imperiale con la presenza permanente di due missi Dominici, oltre a costringerlo a giurare fedeltà all'imperatore prima della sua consacrazione, Suo figlio, l'imperatore Luigi II (844-875), si aggrappò a queste prerogative intervenendo alle elezioni papali, esercitando controllo sulla politica interna di Roma, e anche nell'ex esarca, e installando vassalli imperiali sul territorio. Nonostante questo controllo imperiale sul papa, l'unzione e l'incoronazione imperiali di Luigi II nell'aprile del 850 stabilirono una costante durante tutto il Medioevo, che tali riti potevano essere compiuti solo dal papa e a Roma, anche se fosse stato unto re in precedenza. Nell'855, con l'abdicazione e la morte dell'imperatore Lotario I, Luigi II, che era già re d'Italia, non ottenne territori a nord delle Alpi e quando divenne sovrano italico identificò il titolo imperiale con il regno italico.
Le incursioni saracene lungo le coste italiane spinsero i papi a cercare protezione nell'imperatore Ludovico III; i pontefici, inoltre, avevano anche bisogno di protezione contro l'aristocrazia romana, cosicché il compito riservato da allora all'imperatore fu proteggere la Chiesa di Roma. La morte di Ludovico nell'875 privò il papato di sostegno, il che lo indusse a cercare candidati imperiali tra coloro che potessero difenderlo dai musulmani e dai signori locali. Anche così, il papato dovette chiedere aiuto ai bizantini, quindi mantenne con Bisanzio una posizione più flessibile in materia religiosa.

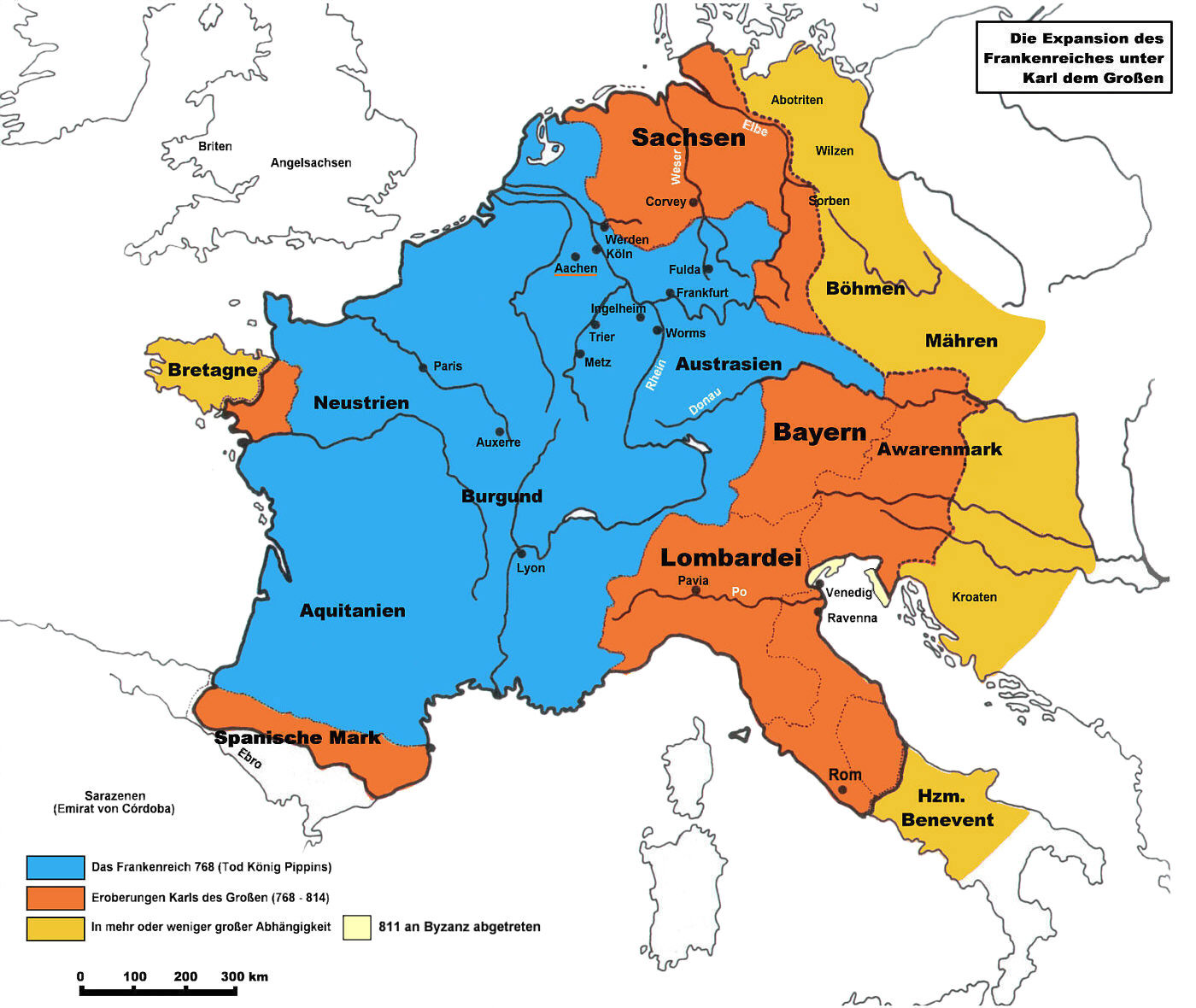
Regno di Carlo, dopo la sconfitta degli Avari (791)
L'Europa dopo il trattato di Verdun
I territori del Sacro Romano Impero nel 972, sotto Ottone I, e nel 1032, sotto Corrado II. In sfumature di rosa, le ripartizioni interne al Regno imperiale d'Italia, che nel 1014 fu unificato direttamente all'Impero